# Carla Barbarino
Carla Barbarino (Italia, 16 de mayo de 1967) es una atleta italiana retirada especializada en la prueba de 4x400 m, en la que consiguió ser medallista de bronce europea en pista cubierta en 2002.

## Carrera deportiva
En el Campeonato Europeo de Atletismo en Pista Cubierta de 2002 ganó la medalla de bronce en los relevos de 4x400 metros, con un tiempo de 3:36.49 segundos, tras Bielorrusia (oro) y Polonia (plata).